# Cyrtanthus montanus
Cyrtanthus montanus är en amaryllisväxtart som beskrevs av Robert Allen Dyer. Cyrtanthus montanus ingår i släktet Cyrtanthus, och familjen amaryllisväxter. Inga underarter finns listade i Catalogue of Life.